# Mar interior

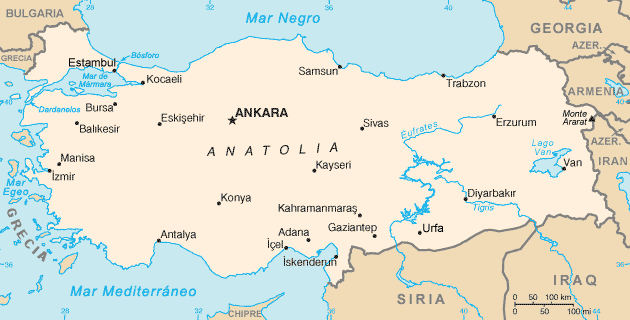
Mar Negro (centro superior) e mar de Mármara (esquerda superior)

Mar interior é um tipo de mar que se liga ao oceano através de canais
estreitos. Também são chamados de mares mediterrâneos
Além do Mediterrâneo, que se liga com o Atlântico pelo estreito de Gibraltar, podemos citar ainda como exemplo o mar Negro, que se liga com o Mediterrâneo através dos estreitos de Bósforo e Dardanelos, e o mar de Mármara, além do mar de Azov.